# Grifopitec
El grifopitec (Griphopithecus) és un gènere extint de primats que visqueren durant el Miocè superior, entre fa 16,5 i 15 milions d'anys.
Segons David R. Begun i col·laboradors, els avantpassats d'aquest gènere arribaren a Europa fa uns 16,5 milions d'anys, abans de la formació de la mar Mediterrània, i tornaren a Àfrica fa 9 milions d'anys.
|  | Hylobates                                                                            |
|  |                                                                                      |
|  | \| \| Sivapithecus-Pongo clade \| \| \| \| \| \| Dryopithecus-Homo clade \| \| \| \| |
|  |                                                                                      |
|  | Sivapithecus-Pongo clade                                                             |
|  |                                                                                      |
|  | Dryopithecus-Homo clade                                                              |
|  |                                                                                      |

|  | Sivapithecus-Pongo clade |
|  |                          |
|  | Dryopithecus-Homo clade  |
|  |                          |